# Savy-Berlette

Savy-Berlette este o comună în departamentul Pas-de-Calais, Franța. În 1 ianuarie 2022 avea o populație de 912 de locuitori.